# Airelle rouge
Vaccinium vitis-idaea subsp. vitis-idaea
Sous-espèce
Classification phylogénétique
L'Airelle rouge (Vaccinium vitis-idaea subsp. vitis-idaea) également appelée Airelle vigne du Mont Ida, Airelle à fruits rouges, Airelle à pomme de terre ou berry (Acadie) est une sous-espèce de plante à fleurs du genre Vaccinium de la famille des Ericaceae.
L'airelle rouge est une sous-espèce de Vaccinium vitis-idaea.
Vaccinium proviendrait d'un nom emprunté à une langue non indo-européenne. Quant au Mont Ida, il s'agit d'une montagne de Crète.

## Description

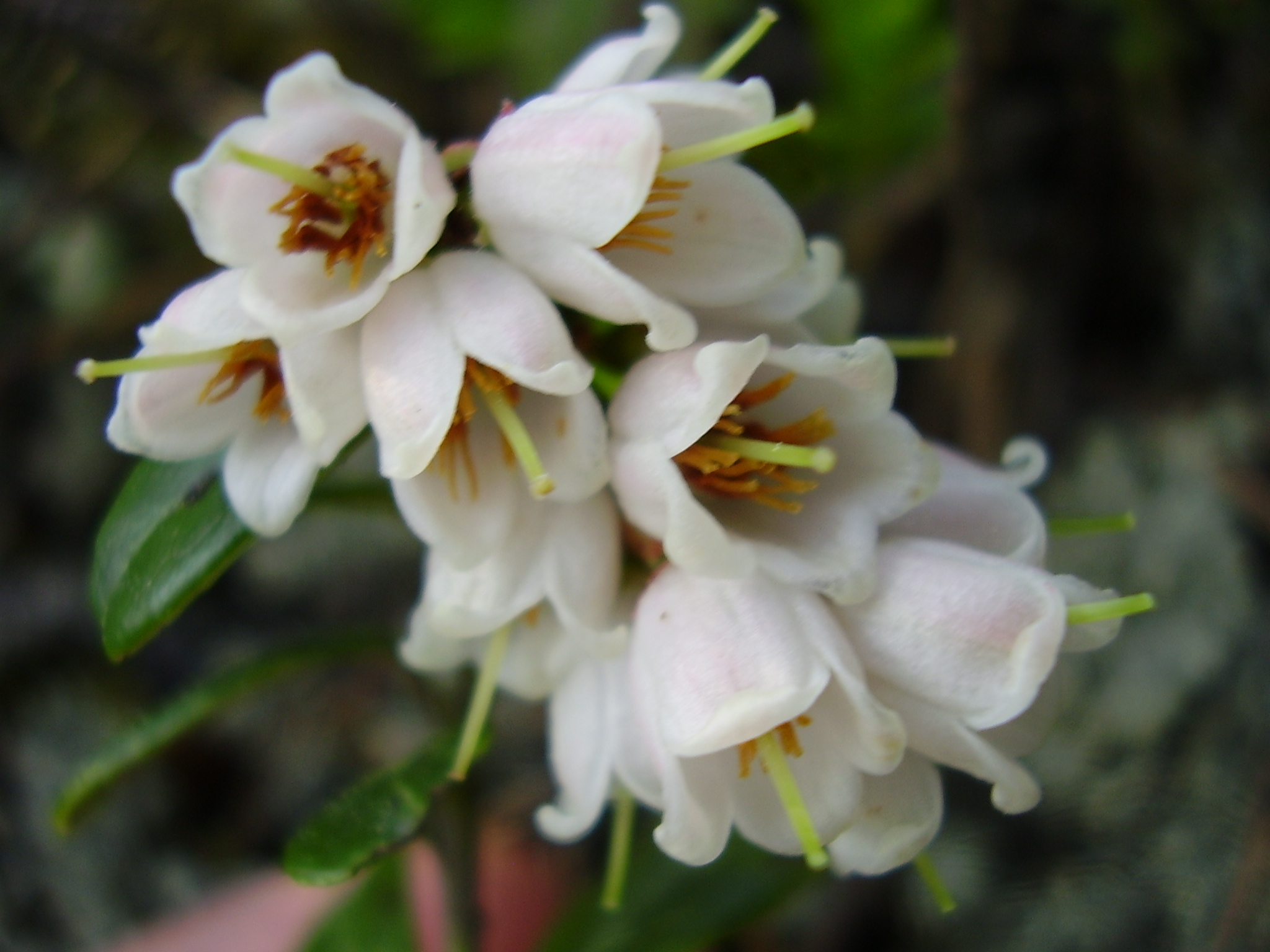
Fleurs d'airelle rouge.

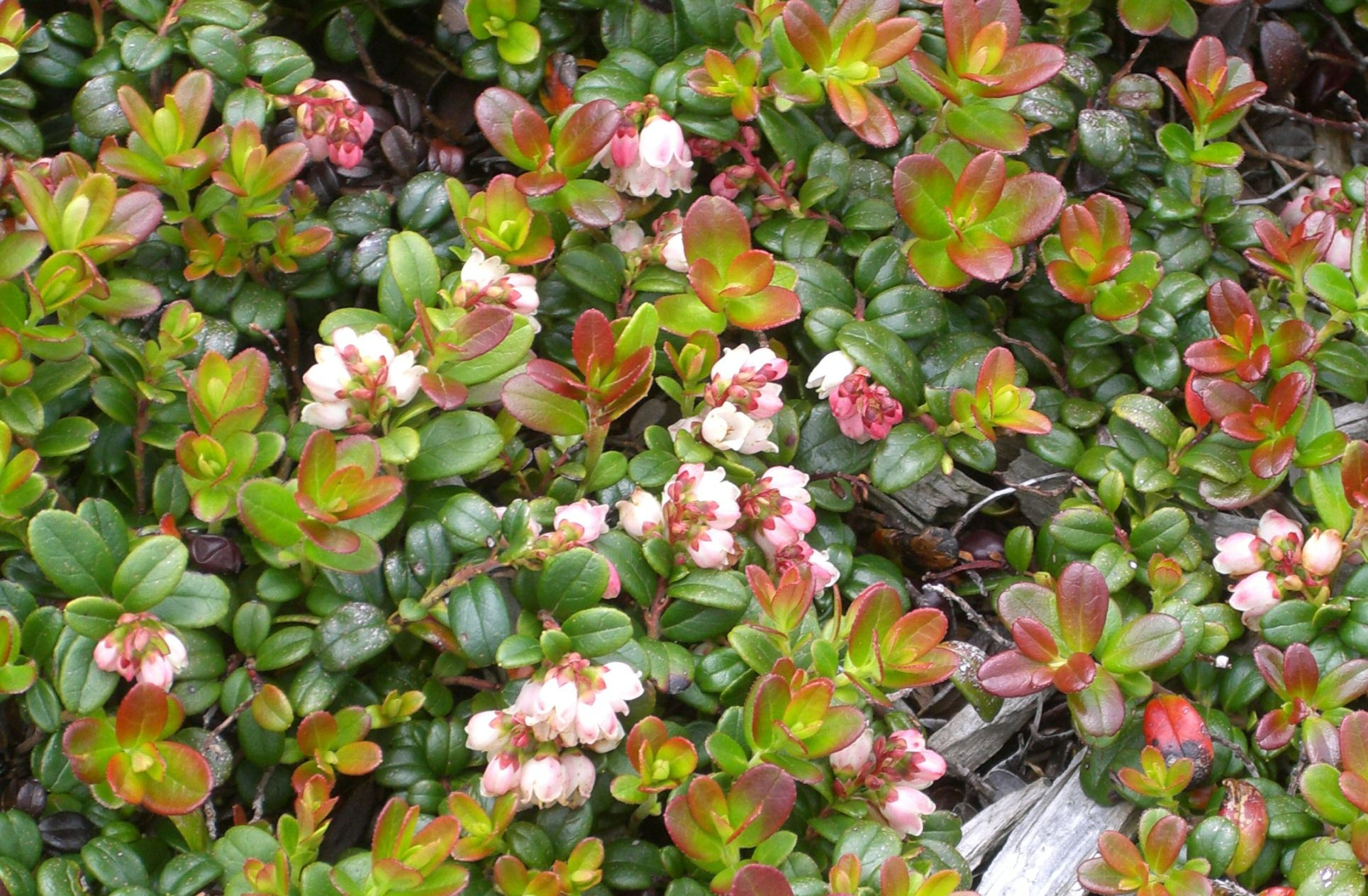
Vaccinium vitis-idaea, vue générale en fleur et jeunes pousses de feuilles.

Arbrisseau sempervirent de 10 à 30 cm de haut, les rameaux de l'airelle rouge sont arrondis et restent souples. Les jeunes rameaux sont verts, un peu velus, anguleux et grêles.
Ses feuilles entières, persistantes, alternes, de 15 à 40 mm de long sont coriaces, arrondies, à bords enroulés, vert luisant dessus, vert clair, ponctuées de taches brunes à la face inférieure. Le limbe est obtus ou échancré au sommet à pétiole court.
Ses fleurs hermaphrodites longues de 5 à 8 mm apparaissent de mai à août. Elles sont régulières, blanches ou rosées et groupées en grappes terminales penchées. Le calice est muni de 5 lobes, corolle en cloche.
Ses fruits de 5 à 10 mm de diamètre sont des baies globuleuses et rouges. Elles ont une saveur acidulée.
Il est possible de la confondre avec le Raisin d'ours (Arctophyllos uva-ursi) ou Busserole dont la feuille possède une face inférieure munie d'une nervation en réseau alors que celle de l'airelle rouge est enroulée au bord et ponctuée en dessous.

## Écologie
L'airelle rouge est présente en Arctique ainsi que dans le nord de l'Eurasie, du Japon et de l'Amérique du Nord.
En France, elle est assez commune dans le Jura et les Alpes ; rare dans les Ardennes, l'Oise, l'Aube, et la Normandie ; rare à très rare dans les Vosges, le Massif central et les Pyrénées. Sa répartition se déploie de 300 à 3 000 m d'altitude autrement dit de l'étage collinéen à l'étage alpin.
Espèce de demi-ombre, l'airelle rouge est à son optimum à l'étage subalpin sur des sols pauvres en bases et en éléments minéraux dont le pH est acide et l'humus brut. Elle supporte aussi bien les sols tourbeux que les stations sèches.
L'airelle rouge croît dans les bois clairs, les tourbières et les pelouses montagnardes. Ses plantes compagnes sont fréquemment la Callune (Calluna vulgaris), la Myrtille (Vaccinium myrtillus) et l'Airelle des marais (Vaccinium uligosinum) Plus précisément, les formations végétales qu'elle affectionne sont :
pineraies calcicoles ou acidiphiles (pin sylvestre), hêtraies-sapinières acidiphiles (hêtre et sapin), les pessières plus ou moins sèches (épicéa), les landes et mélézins du sub-alpin ainsi que les boulaies tourbeuses (bouleau) et pineraies tourbeuses.

### Protection
Ce taxon est soumis à réglementation préfectorale et à réglementation de portée départementale (Haute-Loire), de portée régionale (Régions Basse-Normandie, Haute-Normandie, Bourgogne et Midi-Pyrénées, en article 1).
Cette espèce est en voie de disparition à basse altitude, où les populations sont à protéger.

## Usages et propriétés
Plante mellifère, variétés horticoles utilisées comme plantes ornementales.

### Utilisation culinaire

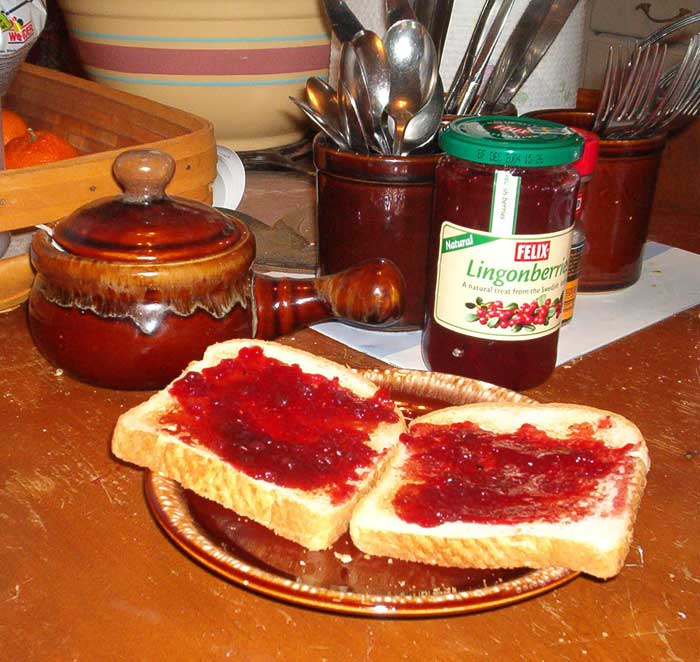
Confiture d'airelle rouge.

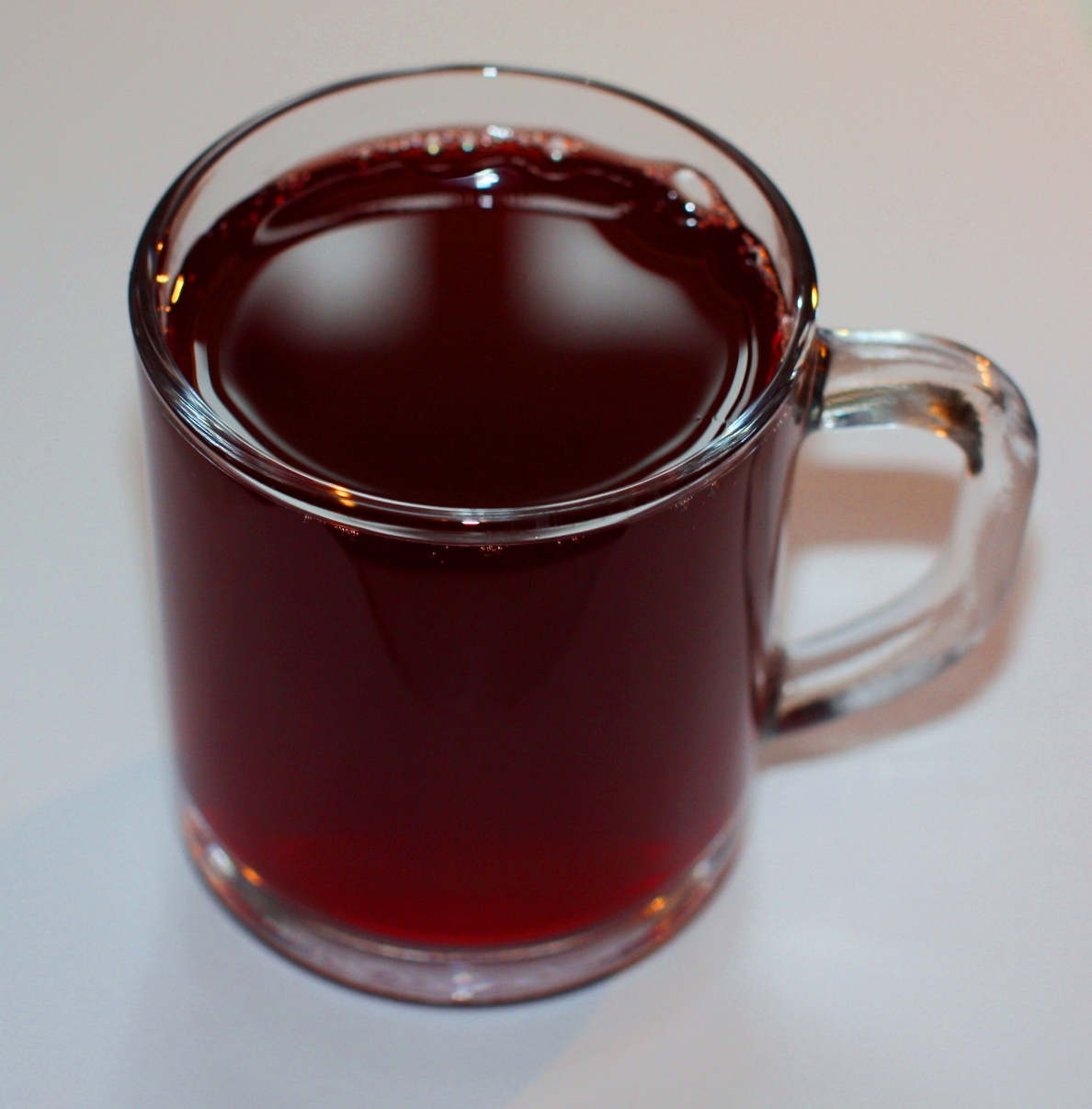
Verre de mors.

Les baies sont acides, caractéristique qui diminue lorsqu'elles sont blettes (gelées et donc également congelées). Elles peuvent alors être mangées crues ou en salade de fruits. Elles font, seules ou en mélange de fruits rouges, des gelées et des confitures utilisées par exemple pour des sauces acidulées en accompagnement des gibiers. En Suède, la confiture d'airelle rouge accompagne de nombreux plats traditionnels comme le köttbullar, recette de boulettes de viande. En Russie est consommé un jus d'airelle rouge appelé mors (en).
Enfin, les airelles servent aussi à la confection d'alcool.
Outre les données qui suivent, les fruits contiennent de la provitamine A (carotène).
| Pour 100 g de fruit d'Airelle rouge: |           |      |        |           |         |           |            |
| KiloCalories                         | KiloJoule | Eau  | lipide | Potassium | Calcium | Magnésium | Vitamine C |
| 35-39                                | 148-162   | 88 g | 0,5 g  | 72 mg     | 14 mg   | 6 mg      | 12 mg      |

### Propriétés médicinales
- Parties utilisées : Les feuilles ou la plante entière feuillée (avant floraison et après fructification) en teinture mère.
- Chez les femmes, l'airelle rouge est utilisée dans la ménopause (elle agirait comme œstrogène-like, comme antispasmodique, dans les bouffées de chaleur, les fibromes utérins et l'hyalinose ovarienne (post-ménopause)[8].
- Chez les personnes âgées, le macérat glycériné et la teinture mère, riches en hétérosides, seraient des désinfectants urinaires et draineurs de la vessie efficaces. Au niveau des articulations, ils faciliteraient l'assimilation du calcium et seraient donc utiles dans l'ostéoporose. Au niveau circulatoire, l'airelle empêcherait la dégénérescence de la paroi vasculaire, elle agirait dans l'athérosclérose hyaline et la péricardite virale. Au niveau digestif, l'Airelle est utilisée dans la constipation chronique, les colites spasmodiques, les diarrhées. Elle constituerait un remarquable draineur et désinfectant intestinal[8].